# امفرویپرت
امفرویپرت (به فرانسوی: Amfroipret) یک کمون در فرانسه است که در نور-پا-دو-کاله واقع شده‌است.

## خصوصیات
امفرویپرت ۱٫۵۴ کیلومترمربع مساحت و ۲۱۵ نفر جمعیت دارد و ۱۴۶ متر بالاتر از سطح دریا واقع شده‌است.